# گرمای پاییزه

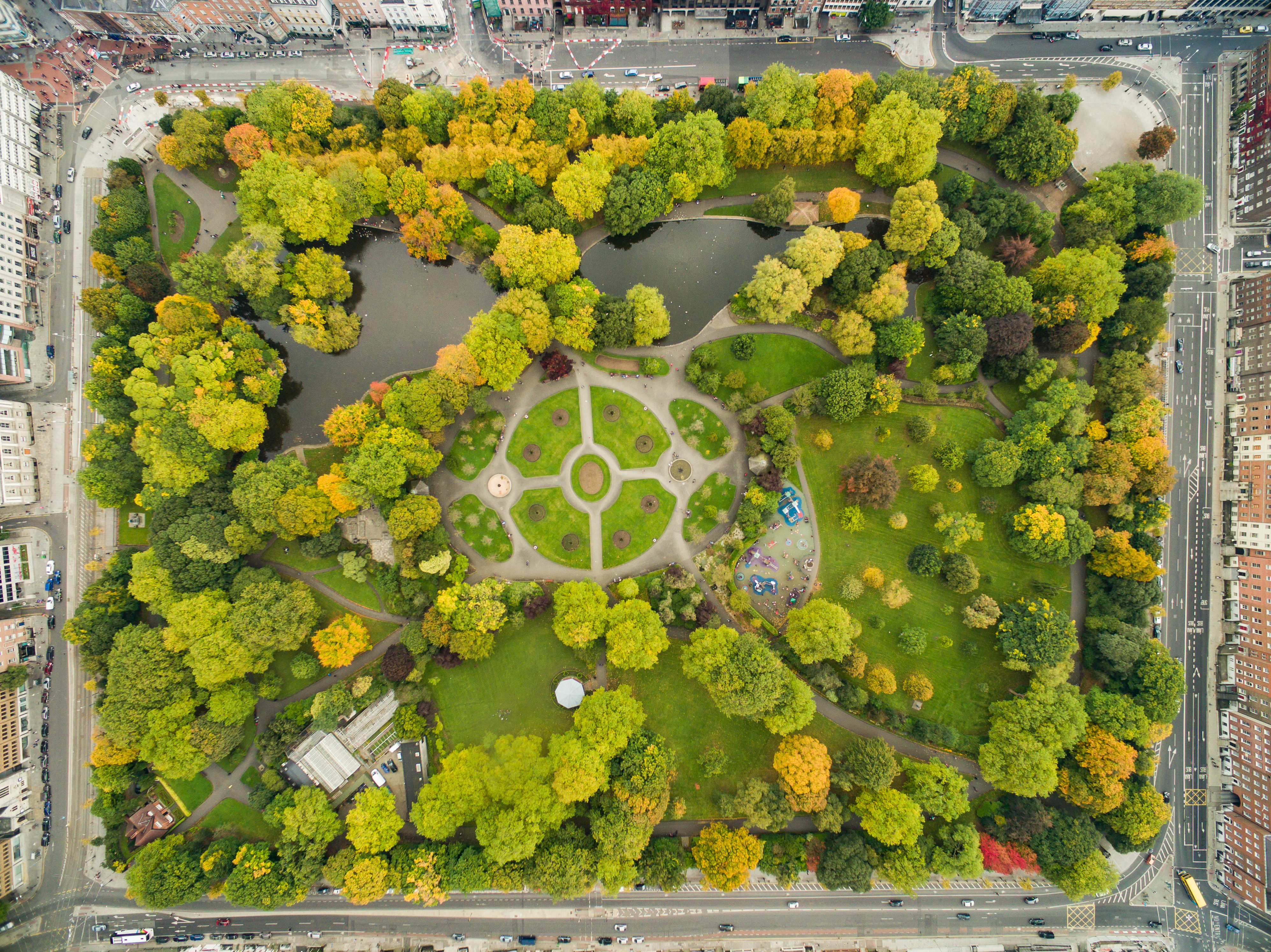
نمای هوایی از پارک شهری سَن‌اِستفانِ سبز در دورهٔ گرمای پاییزه.

گرمای پاییزه یک دورهٔ زمانی دارای هوای گرم و خشک نابهنگام است که گاهی در فصل پاییز در نیم‌کره شمالی زمین وجود دارد. خدمات هواشناسی ملی ایالات متحده آمریکا آن را «شرایط آب و هوایی که هوا بیش از حد معمول صاف و آفتابی است و از اواخر سپتامبر تا اواسط نوامبر اتفاق می‌افتد» تعریف می‌کند. این اصطلاح بسته به منطقه برای شرایط آب و هوایی گرم و خشک در ماه‌های مختلفی از پاییز به کار می‌رود.